# Loison (Mosa)
Loison è un comune francese di 102 abitanti situato nel dipartimento della Mosa nella regione del Grand Est.

## Società

### Evoluzione demografica
Abitanti censiti